# Hrid Kurjak
Hrid Kurjak je nenaseljeni otočić u hrvatskom dijelu Jadranskog mora.
Njegova površina iznosi 0,017 km². Dužina obalne crte iznosi 0,55 km.